# Josef Felkl
Josef Felkl (21. února 1916 Deblín – 21. srpna 1943 Atlantský oceán) byl český palubní střelec a radiotelegrafista 311. československé bombardovací perutě RAF.

## Život

### Před druhou světovou válkou
Josef Felkl se narodil 21. února 1916 v Deblíně na Brněnsku jako jeden ze šesti sourozenců. V rodném Deblíně vychodil pětiletou obecnou školu, následně čtyřletou měšťanskou a dvouletou pokračovací. Pracoval jako obchodní příručí. Prezenční vojenskou službu absolvoval mezi lety 1935 a 1937 u Leteckého pluku 2 v Olomouci. Po jejím skončení pracoval jako dělník.

### Druhá světová válka
Josef Felkl odcestoval v lednu 1939 do Bremerhavenu, odkud chtěl na lodi pokračovat dále do zahraničí, ale nepodařilo se mu to. Na konci téhož roku se vrátil domů. Již 3. ledna 1940 opustil Protektorát Čechy a Morava znovu a přes Slovensko, Maďarsko, Jugoslávii, Řecko, Turecko, Sýrii a Libanon se dostal do Marseille, kam dorazil 3. března téhož roku. O den později byl na místním konzulátu prezentován do vznikající Československé armády v zahraničí. V Agde byl zařazen k pěchotě. Po pádu Francie v červnu 1940 se společně s dalšími nalodil v Sète a odplul do Liverpoolu, kam dorazil 13. července 1940. Zde byl opět zařazen k pěchotě, na konci roku 1941 ale zažádal o přeložení k letectvu. Absolvoval výcvik na palubního radiotelegrafistu a střelce a 3. března 1943 nastoupil k 311. československé bombardovací peruti. První operační let absolvoval 15. března jako člen posádky stroje, který zaútočil na italskou ozbrojenou loď Himalaya snažící se prorazit námořní blokádu nacistického Německa. Dne 15. dubna proběhl jeho poslední operační let na stroji Vickers Wellington, následovalo přeškolování na stroje Consolidated B-24 Liberator. Dne 21. srpna 1943 byl členem posádky prvního stroje 311. perutě tohoto typu, který odstartoval na operační let. Letoun GR.Mk.V BZ780 “O“, kterému velel Jindřich Breitcetl, měl za úkol protiponorkový hlídkový let nad Biskajským zálivem. V 18.20 byl asi 220 kilometrů od Brestu napaden skupinou německých dálkových stíhačů, sestřelen a všichni členové posádky zahynuli. Dle německých záznamů je pravděpodobné, že jeden z útočících letounů byl sestřelen též. Těla posádky moře nevyplavilo. Dosáhl hodnosti rotného.

## Ocenění

### Vyznamenání
- Československá medaile za zásluhy II. stupně
- Pamětní medaile československé armády v zahraničí
- Československý válečný kříž 1939
- Hvězda Atlantiku

### Posmrtná ocenění
- Josef Felkl byl v roce 1991 in memoriam povýšen do hodnosti podplukovníka
- Josefu Felklovi byla na jeho rodném domě v Deblíně odhalena pamětní deska[1]